# 张斌 (前凉)
张斌，字洪茂，晋朝十六国时代前凉敦煌（今甘肃省敦煌市）人。
张斌著有《蒲萄酒赋》，文章的文采非常优美。是中国历史记载的最早关于蒲萄酒（葡萄酒）的文学作品。初舉孝亷，夢见竪竿中天，来問索紞。索紞说这是未字。既而果然停舉孝亷。